# 国民统一广播
国民统一广播（：／）是韩国的一家对民营宣传机构，2014年11月26日成立。

## 概况
国民统一广播由四家韩国媒体联合成立，包括民间对北广播电台自由朝鲜广播（RFC）和开放北韩广播（ONK），以及朝鲜时事专门网站DailyNK和时事影像媒体OTV。成立之初，国民统一广播定下了“5年内确保有100万名朝鲜听众”的目标，同时积极向韩国当局争取分配到国内中波频率，以扩大收听范围。其短波广播发射地点位于塔吉克斯坦杜尚别，中波则使用MBC春川的的频率进行广播。除网民自发捐赠外，该台每年还从美国国家民主基金会获得约50万美元的资助。
朝鲜方面对国民统一广播的成立及开播表达了不满。朝中社的文章称国民统一广播的成立是“对朝鲜的又一次不可容忍的挑衅，是将对北南关系产生严重负面影响的危险妄动”，并指责国民统一广播为“追随美国的反朝‘人权’阴谋活动，胆敢企图谋害朝鲜思想和制度的卑鄙的阴谋工具”。

## 频率及时间
| 播出时间（韩国标准时） | 频率    |
| 21:00-00:00            | 9885kHz |
| 3:00-5:00              | 774kHz  |

- 韓国標準時＝UTC+9。
- 频率使用时间为2018年3月至今。